# کالج مولنبرگ
کالج مولنبرگ (به انگلیسی: Muhlenberg College) یک سازه (ساختمان) در ایالات متحده آمریکا است که در پنسیلوانیا واقع شده‌است.